# Mixophyes
Mixophyes is een geslacht van kikkers uit de familie Australische fluitkikkers (Myobatrachidae). De groep werd voor het eerst wetenschappelijk beschreven door Albert Carl Lewis Gotthilf Günther in 1864. Later werd abusievelijk de wetenschappelijke naam Myxophyes gebruikt.
Er zijn acht soorten die voorkomen in oostelijk Australië en zuidelijk Nieuw-Guinea.

## Taxonomie
Geslacht Mixophyes
- Soort Mixophyes balbus
- Soort Mixophyes carbinensis
- Soort Mixophyes coggeri
- Soort Mixophyes fasciolatus
- Soort Mixophyes fleayi
- Soort Mixophyes hihihorlo
- Soort Mixophyes iteratus
- Soort Mixophyes schevilli

Arenophryne · 
Assa · 
Crinia · 
Geocrinia · 
Metacrinia · 
Mixophyes · 
Myobatrachus · 
Paracrinia · 
Pseudophryne · 
Rheobatrachus · 
Spicospina · 
Taudactylus · 
Uperoleia